# Daniel Triller

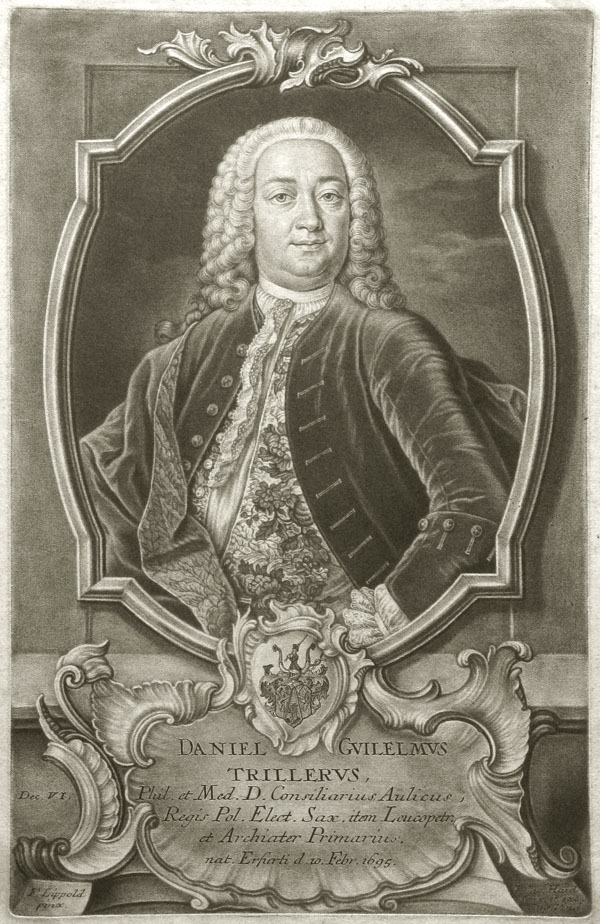
Daniel Triller (Porträt von Johann Jacob Haid 1695)

Daniel Wilhelm Triller (* 10. Februar 1695 in Erfurt; † 22. Mai 1782 in Wittenberg) war ein deutscher Mediziner und Schriftsteller.

## Leben
Triller war der Sohn des Doktors der Medizin und Professors für Mathematik am Erfurter Gymnasium Johann Moritz Triller (1662–1701) und dessen Ehefrau Rosine Sibylla (geb. Köhler, Koler). 1701, im Alter von sechs Jahren, verlor Triller am selben Tag durch hitziges Fieber beide Eltern. Zunächst wurde er durch seinen Vormund, den Bürgermeister Gellert in Altenburg, erzogen. Später erinnerte er sich nicht positiv an diese Zeit bis zu seinem zwölften Lebensjahr. Denn in jungen Jahren hatte er bereits einen ausgeprägten Trieb zur Poesie entwickelt. Das Bücherlesen wurde ihm während dieser Zeit in den Abendstunden häufig verleidet. Man löschte ihm beim Lesen das Licht aus und jagte ihn ins Bett. Auch soll die Verwaltung seiner Hinterlassenschaft in der damaligen Zeit recht schlecht geführt worden sein.
Die Lehrweise in Altenburg ist Triller ebenso nicht gut in Erinnerung geblieben. Daher empfand er es eher als Glück, dass er das Gymnasium in Zeitz unter dem Rektor Herzog besuchen konnte. Dort legte er den Grund seiner Kenntnisse der schönen Wissenschaften, besonders der griechischen und lateinischen Sprache. Ihm stand, so gebildet, bald ein umfangreiches Wissen der philosophischen Wissenschaften zur Verfügung. Ab 1713 studiert Triller an der Universität Leipzig, hauptsächlich bei Friedrich Menz in Philosophie, Johann Christian Lehmann in Naturlehre und Johann Burkhard Mencke in Geschichte. Er erwarb am 7. Dezember 1715 den Baccalaurus und wurde am 13. Februar 1716 Magister der Philosophie. Noch im selben Jahr habilitierte er sich in Leipzig mit der Disputation Moly Homericum detectum cum reliquis ad fabulam Circaeam pertinentibus. An der Universität wurde er auch Mitglied der Vertrauten Gesellschaft, einer Vereinigung unter der Ägide des Reichsgrafen von Lotz.
Bereits 1714 hatte sich Triller für einen medizinischen Werdegang entschieden. Dazu besuchte er die medizinischen Vorlesungen von Johannes Bohn, Augustus Quirinus Rivinus und Polycarp Gottlieb Schacher. 1718 begab er sich an die Universität Halle und promovierte bei Hofmann mit De pinguedine ceu succo nutritio superfluo zum Doktor der Medizin. Noch im selben Jahr kehrte er nach Leipzig zurück, wo er Privatvorlesungen zur Arzneikunde und zur griechischen Literatur hielt. Er behandelte in seinen Vorlesungen die Briefe des Apostels Paulus und beschäftigte sich eingehend mit Hippokrates. Da er durch seine Vorlesungen einen immer größer werdenden Bekanntheitsgrad erwarb, wurde ihm 1720 die Stelle eines Landphysikus in Merseburg angetragen. Diese trat er an, heiratete im selben Jahr die Tochter eines Apothekers, wurde in seiner Merseburger Zeit literarisch aktiv und führte nach dem Tod seines Schwiegervaters dessen Apotheke allein weiter. Da es gesetzlich untersagt war, den Beruf des Arztes und des Apothekers gleichzeitig auszuüben, legte er das Landphysikat nieder und blieb Apotheker.
1730 wurde er zum Leibarzt des Erbprinzen Karl von Nassau-Usingen berufen. Da seine Frau 1729 gestorben war, fühlte Triller sich auch nicht mehr besonders gebunden. So begleitete er den Thronfolger bis 1732 auf dessen Grand Tour durch Frankreich, die Schweiz und die Niederlande. Auf dieser Reise schloss Triller Bekanntschaft mit vielen für ihn wichtigen Leuten, unter anderem Nikolaus I Bernoulli, Samuel Werenfels, Herman Boerhaave, Jakob Christian Iselin und Bernard le Bovier de Fontenelle. Anlässlich einer persönlichen Begegnung mit Franz Stephan von Lothringen überreichte er diesem ein eigens verfasstes Gedicht, in welchem er ihm vierzehn Jahre vorher die Kaiserkrone vorausgesagt hatte. Dies brachte Triller bei vielen Zeitgenossen den Ruf eines Propheten ein.
Im Frühjahr 1732 kehrte Triller nach Merseburg zurück. Zwei Jahre später heiratete er am 7. Oktober 1734 Henriette († 12. August 1751 in Frankfurt), die Tochter des fürstlich-nassau-dillenburgschen Rates Johann Thomas Thomae. Aus dieser Ehe stammen acht Kinder. Mit seiner Familie lebte in diesen Jahren in Usingen, wo er als Arzt praktizierte und sich am Hofe aufhielt. In jener Zeit erfasste ihn wieder seine heftige Neigung zur Poesie. Als Frucht seiner Arbeit entstanden ein Teil seiner poetischen Betrachtungen und äsopische moralische Fabeln. 1744 ließ er sich vom Hof entlassen und nahm eine Leibarzt- und Ratsstelle am Reichshof-Ratskollegium in Frankfurt am Main an. Da ihn die Tätigkeit so sehr beanspruchte, dass er nur eingeschränkt literarisch arbeiten konnte, nahm er im Juni 1745 die Stelle eines Leibarztes beim Herzog Johann Adolf von Sachsen-Weißenfels an und begleitete ihn auch auf seinem böhmischen Feldzug.
Nach dem Tod des Potentaten fand er 1746 in August III. von Sachsen einen neuen Förderer. Dieser bot ihm an, als Hochschullehrer der Medizin nach Leipzig oder Wittenberg zu gehen. Triller entschied sich für Wittenberg, wo er 1749 nach dem Tod von Christian Gottfried Stentzel erster Professor an der medizinischen Fakultät für Pathologie und Therapie wurde. Zudem wurde er zum kurfürstlich-sächsischen Hofrat ernannt. In seinen Vorlesungen verließ er die gewöhnlichen Kompendien und las über die Bücher des Hippokrates und anderer alter Ärzte. Seine Vorlesungen wurden allerdings wenig frequentiert. Dafür mag auch ein Grund in seiner ständigen Anwesenheit am sächsischen Hof Dresden zu suchen sein sowie in seinen Forschungen, die sich in seinen Werken widerspiegeln. Triller hat sich auch an den organisatorischen Aufgaben der Wittenberger Akademie beteiligt. So war er zweiundzwanzig Mal Dekan der medizinischen Fakultät und in den Wintersemestern 1751, 1757, 1763, 1769, 1775, 1781 sechs Mal Rektor der Wittenberger Hochschule. Am 22. Mai 1782 starb Daniel Wilhelm Triller in Wittenberg im Alter von 87 Jahren. Für seine eigene Beerdigung hatte er den Choral D. W. Trilleri extremum vale oder letzte Abschiedsgedanken von dieser Welt gedichtet.
Bekannt, zumindest bei seinen Zeitgenossen, war Triller nicht nur als Lyriker und Fabeldichter. Durch seine Bekanntschaft mit Johann Christoph Gottsched war er auch in dessen literarischen Streit mit Johann Jakob Bodmer und Johann Jakob Breitinger hineingezogen worden, der mit den anzüglichsten Bitterkeiten geführt wurde, bis ihm der Siebenjährige Krieg und Gottscheds Tod ein Ende setzten.

## Werkauswahl
- Diss. (Praes. F. G. Schacher) de partibus corporis humani internis. Leipzig 1715
- Diss. de Moly Homerico detecto, cum reliquis argumentis ad fabulam Circaeam pertinentibus. Leipzig 1716
- Diss. inaug. med. (Praes. Fr. Hoffmanno) de pinguedine seu succo nutritio superfluo. Halle 1718
- Apologia pro Hippocrate, Atheismi fallo accusato. Rudolstadt 1719
- Epistola medico critica ad celeberr. Joh. Freind supra I et II Hippocratis-Epidemicorum, in qua simul agitur de variis eius editionibus. Rudolstadt 1720
- Der Sächsische Prinzenraub, Oder der wohlverdiente Köhler. In Einem Gedichte fürgestellet, In vier Bücher abgetheilet, mit feinen Kupfern gezieret, auch mit historischen Anmerckungen, und einem dergleichen Anhange. Frankfurt a. M. 1743 (Reprint München: Saur, 1990)
- Hugonis Grotii leidender Christus, ein Trauerspiel aus dem beygefügten Lateinischen Texte in Teutsche Verse überietzt, und mit vollständigen Anmerkungen erläutert; auch einem poetischen Anhange von Passions - Andachten begleitet. Leipzig 1723. 8^ Neue durchgehends verbesserte Ausgabe. Hamburg 1748
- Poetische Betrachtungen über verschiedene aus der Natur- und Sittenlehre hergenommene Materien; nebst einigen Uebersetzungen und vermischten Gedichten. erster Teil, Hamburg 1725. zweite Auflage, ebenda 1739; zweiter Teil, Hamburg 1737, zweite Auflage, Hamburg 1746; dritter Teil, Hamburg 1742; vierter Teil, Hamburg, 1747; fünfter Teil, Hamburg, 1751; sechster Teil, Hamburg 1755
- Commentatio de nova Hippocratis editione adornanda cui speciminis loco adiectus est libellus Hippocratis de anatome, cominentario medico-critico perpetuo illustratus. Lugd. Batav. 1728 4 Mai
- Neue Aesopische und moralische Fabeln, worinnen in gebundener Rede allerhand erbauliche Sittenlehren und nützliche Lebensregeln vorgetragen werden. Hamburg 1740 (Repr. München: Saur, 1990)
- Succincta Commentatio de Pleuritide eiusque curatione; adiectis simul.X singularibus pleuriticorum historiis. Frankfurt/Main 1740 Deutsch mit den handschriftlichen Anmerkungen und Zusätzen des Verfassers herausgegeben von J. C. Ackermann, Prof. zu Altdorf, erster Teil. Frankfurt und Leipzig 1786
- Observationum criticarum in varios Graecos et Latinos auctores Libri quatuor. Frankfurt/Main 1742
- Hefychianarum emendationum criticarum, ad Joannenem Alberti, Lexici Hesychiani editorem et restitutorem dignissimum, Theologum ac Philologum apud Batavos praestantissimum. Frankfurt/Main 1742; Stehen auch in der Albertischen Ausgabe des Hesychius, (1746)
- Progr. de veterum Chirurgorum arundinibus atque habenis ad artus male firmos confirmandos adhibitis, occasione loci cuiusdam Suetoniani. Wittenberg 1749
- Diss. de fame lethali ex callosa oris ventriculi angustia. Wittenberg 1750
- Progr. de clysterum nutrientium antiquitate et usu. Wittenberg 1750
- Progr. de Pityriasi vesicae, ad corruptum quendam Caelii Aureliani locum illustrandum et emendandum. Wittenberg 1750
- Der Wurmsaamen. Frankfurt am M. 1751  (Repr. München: Saur, 1990)
- Geprüfte Pocken-Occulation. Frankfurt 1766 (Repr. München: Saur, 1990)
- Exercitatio altera plenior ad locum quendam Suetonii in vita Augusti de remedio habenarum atque arundinum, in qua probabilis ista emendatione novis argumentis valide confirmatur et a frivolis nuperi cuiusdam adversarii pseudonymi (Springsfeld) ob.
- Diss. de sordidis et lascivis remediis antidysenterícis vitandis. Wittenberg 1770
- Progr. de ingenti differentia vomicarum opertarum et opertarum. Wittenberg 1770
- Progr. de sentlibus morbis, diverso modo a Salomone et Hippocrate descriptis atque inter se comparadis. Wittenberg 1771
- Diss. de tumoribus subitis, a dysenteria intempestive suppressa obortis. Wittenberg 1771
- Diss. de morbis puerperio solutís. Wittenberg 1772
- De variis veterum medicorum ocularium collyriis, quorum memoria in priscis lapidibus et scriptis adhuc superest. Wittenberg 1772
- Diss. de diversis aegrotorum lectis a medico clínico probe observandis. Wittenberg 1773
- Diss. de suspecta opii ope in pleurítide curanda. Wittenberg 1774
- Clinotechnia medica antiquaria, s. de diversis aegrotorum lectis secundum ipsa varia morborum genera convenienter instruendis commentarius medico criticus, cum índice rerum memorabilium locupletissimo. Frankfurt und Leipzig 1774
- Diss. de mirando cordis vulnere posl XIV demum dies letbali. Frankfurt und Leipzig 1775
- Progr. in legem XVI. § 7. Dig. de publicanis et vectigalibus. Frankfurt und Leipzig 1777
- Diss. de dulcedine aegrotorum amari plerumque eventus praenuncia. Frankfurt und Leipzig 1777
- Belehrung, wie es anzufangen, ein hohes Alter zu erlangen. Frankfurt und Leipzig 1778 (in Versen) Mit folgendem neuen Titel: Diatetische Lebensregeln, oder Belehrung, wie es anzufangen, ein hohes Alter zu erreichen. Frankfurt am Main 1783
- Progr. I–III de publicanis et vectigalibus. Wittenberg 1778–1779
- Progr. de singulari olei atque vini usu in vulneribus feliciter curandis, ad locum Lucae X, 34. Wittenberg 1778
- Observatio exhibens novam Lolli, Franconiae Deastri,explicationem. In: Miscell. Lipsiensibus T. IX. p. 175–181
- De eo, qui a Ceramii equo graviter delapsus est; hoc est: Exercitatio in locum ex IV Epidem. Hippocratis libro; ubi sententia fertur tuper correctione Reinesii a Cl. D. Schmiedero nuper adserta et approbata. In: Miscell. Lipsiensibus T. X. p. 118–131
- Observationes philologicae in novum Testamentum. kommen zerstreut vor In: Wolfíi Curis exegeticis.
- Notae, coniecturae et emendationes ad Aretaeum Cappadocem, in editione Boerhaaviana. (Lugd. Bat. 1731. fol.)
- Epistolae medicae duae de anthracibus et variolis veterum. In: Hahnii Tractatu: Carbo pestilens a carbunculis sive variolis veterum distinctus. (Vratisl. 1736)
- Emendationes et observationes. In: Juliani Caesares; In: editione Gothana (1736)
- Emendationes et observationes. In: Aeliani librum de natura animalium. (London 1744)
- Notae ad, Anonymi Introductionem anatomicam; Graece et Latine etc. (Lugd. Bat. 1744. 8mai.)
- Exercitatio medico - philologica de mirando latería cordisque Christi vulnere atque essuso inde largo fanguinis et aquae prosluvio. ist der Grunerischen Abh. de Daemoniacis beigefügt. (Jena 1775)
- Vorrede zu Herrn Christoph Dieterich’s v. Böhlau, dermahligen Sachs. Coburg - Salfeld. Cammer-Junkers, Hof - und Regierungsrats. u. s. w. Poetischen Jugendfrüchten, bey verschiedenen Gelegenheiten gesammlet; mit einer Vorrede versehen von D. W. Triller – und mit Genehmhaltung des Herrn Verfassers herausgegeben von Hrn. Dan. Wilh. Fabarius, S. Cob. Salf. geheimen Secretario. Coburg 1741
- Vorrede zu der vierten Ausgabe von Gaubii Libello de methodo concinnandi formulas etc. (Frankfurt 1756)
- Vorrede zu der von J. C. G. Ackermann befolgten Ausgabe der G. G. Richterischen Opusculorum medicorum Vol. I.   (Frankfurt und Leipzig 1780)
- Vorrede zu J. G. Herzog’s Unterricht für Hebammen. (Dresden 1780)

### Herausgeberschaften
- Magdalena Sibylla Rieger: Versuch einiger geistlichen und moralischen Gedichte. Frankfurt am M. 1743 (online – Internet Archive)
- Neue Sammlung Riegerischer Gedichte. Frankfurt am M. 1746.
- Martin Opiz’ens von Boberfeld Teutsche Gedichte. in vier Bände abgeteilt, von neuen sorgfältig übersehen, allenthalben fleissig ausgebessert, und mit nöthigen Anmerkungen erläutert.  Frankfurt am M. 1746
- Wohlverdientes Ehrengedächtniß der seligen Frau Hofräthin, Maria Henrietta Trillerin, gebohrner Thomäin : von einigen weitberühmten Gelehrten, und großen Dichtern, gütigst gestiftet, und nebst Jhrem rühmlich geführten Lebenslaufe / zum Druck befördert, von Deroselben annoch schmerzlich betrübtem Witwer, Daniel Wilhelm Triller, Christian Herold, Hamburg 1754